# Un tigre de papel
Pour plus de détails, voir Fiche technique et Distribution.
Un tigre de papel est un film colombien réalisé par Luis Ospina, sorti en 2008.

## Synopsis
Documentaire sur la vie de Pedro Manrique Figueroa, artiste mystérieusement disparu en 1981, qui mélange vérité et fiction.

## Fiche technique
- Titre français : Un tigre de papel
- Réalisation : Luis Ospina
- Scénario : Luis Ospina
- Pays d'origine : Colombie
- Format : Couleurs - 35 mm
- Genre :
- Durée : 114 minutes
- Date de sortie : 2008

## Distribution
- Arturo Alape :
- Jotamario Arbeláez :
- Joe Broderick :
- Carlos Mayolo :
- Jaime Osorio :